# العهود: لعبة العروش
العهود: لعبة العروش (بالإنجليزية: Reigns: Game of Thrones) هي لعبة استراتيجية صدرت عام 2018، من تطوير نيريال ونشر ديفولفر ديجيتال . وهي الجزء الثالث من سلسلة العهود، وهي عمل منبثق منها، ومقتبسة من المسلسل التلفزيوني صراع العروش . صدرت العهود: لعبة العروش في أكتوبر 2018 لأنظمة أندرويد ، وآي أو إس ، ولينكس ، وماك أو إس ، ومايكروسوفت ويندوز . كما صدرت نسخة لجهاز نينتندو سويتش في أبريل 2019.